# Sondra London
 (juin 2019).
Si vous disposez d'ouvrages ou d'articles de référence ou si vous connaissez des sites web de qualité traitant du thème abordé ici, merci de compléter l'article en donnant les références utiles à sa vérifiabilité et en les liant à la section « Notes et références ».
Pour les articles homonymes, voir London.
Sondra London (née en 1947 en Floride) est une auteure de romans policiers.

## Biographie
Ancienne petite amie du tueur en série américain Gerard Schaefer, elle fut également la fiancée du tueur en série Danny Rolling.